# Copa (elégia)
Copa, latin nyelven: kocsmárosné, sokáig Vergiliusnak tulajdonított, ám minden bizonnyal később keletkezett, ismeretlen költő által készített elégia. Az ügyes nyelvhasználat és a hibátlan verselés arra utal, hogy a mű a római irodalom aranykorában, legkésőbb az 1. században keletkezhetett.